# Вишевский, Анатолий Михайлович
Анатолий Михайлович Вишевский (англ. Anatoly Vishevsky, род. 21 июня 1954, Черновцы) — американский русист, писатель, автор романа «Хрупкие фантазии обербоссиерера Лойса» (2018, Meridian Czernowitz).

## Биография
Родился в 1954 году в городе Черновцы. В 1976 году окончил английское отделение Черновицкого университета, преподавал английский язык. В 1979 году эмигрировал в США. Учился в аспирантуре на кафедре славянских языков Канзасского университета. В 1985 году защитил докторскую диссертацию по русской литературе, преподавал в Мидлберийском колледже, Вашингтонском университете. С 1994 года — профессор русской кафедры Гринельского колледжа, Айова. Автор монографических исследований иронии в советской интеллигентской поп-культуре и постсоветского детективного жанра 1990-х годов, а также статей по русской литературе и культуре XIX и XX веков и истории раннего Мейсенского фарфора. Печатался в академических изданиях Австрии, Великобритании, Венгрии, Нидерландов, Канады, Польши, США, Франции, а также в России («Литературная газета», «Критическая масса», «Неприкосновенный запас» и другие).
В 1970-е годы в соавторстве с Борисом Брикером публиковал короткую «ироническую прозу» в СССР — в «Литературной газете», журналах «Юность», «Театр», «Студенческий меридиан», «Советский Экран», а после эмиграции — в журнале «Континент». В 1983 году Брикер и Вишевский издали прозаический сборник «Собачье дело» (изд. «Третья волна»). В настоящее время соавторы готовят книгу о языке идиш и о людях, которые на нем уже не говорят. В 2018 году в издательстве Meridian Czernowitz Анатолий Вишевский опубликовал роман «Хрупкие фантазии обербоссиерера Лойса». В 2020 году в России в издательстве Popcorn Books вышло второе, исправленное издание романа. Живёт в Праге, Берлине и Гринеле.

## Творчество
«В романе „Хрупкие фантазии обербоссиерера Лойса“ центральный мотив — хрупкость человеческой жизни — всей, от фарфоровой фигурки до крепкого солдатского тела. Медленная, завораживающе и мучительно медленная жизнь осьмнадцатого столетия в центре Европы. Фарфоровая фабрика и придворная жизнь в Людвигсбурге. Запахи — от нежного аромата цветка до смрада нечистот и гноя — в тяжелых сумерках тогдашнего быта, творческая тонкость скульптора и — сигнал-привет от „Моби Дика“: девтерагонист романа — одноногий бисексуал Андреас — ангел, соблазнитель и угодник главного героя-мастера и его жены-кухарки. Друг-доктор, пользующий Лойса ректальным курением от геморроя. Вот, собственно, и все герои романа. Второстепенные персонажи — от Казановы до Вюртембергского герцога Карла Евгения — словно нарисованы художником на фарфоровом блюде. Чтобы вжиться в эпоху и получше понять своих будущих героев, автор, помимо сохранных вещей для коллекции, покупал на ибее обломки фарфоровых фигурок, чашек и блюдец. Обломки кораблекрушения, выплывающие из исторического морока, они позволяют лучше понять и то, и наше время». (Гасан Гусейнов).
«Цей роман — потенційний європейський бестселер, чий автор майстерно і професійно, без купюр і замовчувань розповідає історію старого майстра порцелянової справи, який закохався в юного продавця апельсинів. Шаленство? Божевілля? Хай там як, але атмосфера, побут, найдрібніші деталі інтер'єрів, ціни і звички, лексикон і традиції сучасників героя за часу Просвітництва — все в романі викладено з великим знанням справи, тактом і психологічною переконливістю». (Iгор Бондар-Терещенко)
«В романе линия обессмысливания сильнее линии противостояния власти: странная любовь мастера к торговцу апельсинами, завершающаяся уже победой другой „натуральной величины“, этого грубого мужлана, также в конце концов воспылавшего к уже безвольному и смертельно больному мастеру необоримой страстью. От природы не уйдешь, и демонический демиург сам окажется игрушкой слепой природной воли…» (Александр Марков)
«Люди в повести подобны фруктам: продавец Андреас, как будто сгинувший в огне войны, воскреснет не только в печи фарфоровой фабрики, но и в домашнем очаге обербоссиерера. Побитые статуэтки так и будут символически напоминать заглавному герою павших в бойне при Турне. И сам Жан-Жак, разве не станет он податливой глиной в руках просвещенного развратника?» (Константин Львов)

## Книги
- Хрупкие фантазии обербоссиерера Лойса / 2-е, исправл. изд. Москва: Popcorn Books, 2020.
- Хрупкие фантазии обербоссиерера Лойса / 1-е изд. Черновцы: Meridian Czernowitz, 2018.
- Черновицкие рассказы. Б. Брикер и А. Вишевский, ред. Черновцы: Meridian Czernowitz, 2014.
- Собачье дело (в соавторстве с Б. Брикером). Париж-Нью-Йорк: Третья волна, 1983.

## Избранные научные публикации
- Сквозь призму детектива. Мир романов Бориса Акунина и Леонида Юзефовича. Москва: РГГУ, 2011.
- Soviet Literary Culture in the 1970s: The Politics of Irony (with an anthology of ironic prose translated by Mikhail Biggins and Anatoly Vishevsky). University Press of Florida, 1993.
- «Значение наряда: Эраст Фандорин и русский литературный гардероб»[8]. Критическая масса, № 1, 2005.
- «Три карты — три судьбы: из размышлений над книгой, не написанной в Праге во время творческого отпуска»[9]. Литературная газета, № 28 (июль 11-17, 2001).
- «„Пещера“ Е. Леонова и „Конец мелкого человека“ Л. Леонова: пародия как политическая полемика»[10]. Russian Literature XXXVII (1995).
- «Creating a Shattered World: Towards a Poetics of Yevgeny Popov.» World Literature Today 67, no. 1 (Winter 1993).
- «Юмор в популярной культуре советского интеллигента 60-х — 70-х годов» (с профессором Б. Брикером). Wiener Slawistischer Almanach 24 (Winter 1989).
- «Tradition in the Topsy-Turvy World of Parody: Analysis of Two Oberiu Plays.» Slavic and Eastern European Journal 30, no. 3 (Fall 1986).